# 加倉井ミサイル
加倉井 ミサイル（かくらい みさいる、女性、2月1日 - ）は、日本の漫画家、イラストレーター。東京都在住。『ミミまん』連載初期はnobody.というペンネームで活動していた。

## 主な作品

### 漫画
- 『しびとの剣』（スコラ：コミックスコラ→ソニー・マガジンズ：コミックバーズ→幻冬舎コミックス：コミックバーズにて連載、原作：菊地秀行、全8巻[1]）
- 『アークザラッド』（スコラ、単行本描き下ろし[2]、全1巻、未完）
- 『鴻鵠館1301』（角川書店、月刊少年エースにて連載、単巻）
- 『アトランシティー』（小学館、月刊IKKIにて連載、原作：渡辺浩弐、キャラクター原案：岡崎武士、単巻）
- 『うつろ舟-Enfant ne coiffe』（一迅社、コミックZERO-SUMにて連載、全4巻）
- 『マリオンハイド』（メディアファクトリー、コミックフラッパーにて連載、原作：北村龍平、全2巻）
- 『ミミまん』（飛鳥新社、季刊エスにて連載中、同人誌 既刊2巻→単行本 全1巻 ※かくらいみさいる名義で刊行[3]）
- 『RED SHADOW 赤影』（角川書店、月刊エースネクストにて連載、ストーリー監修：斉藤ひろし、キャラクター原案：横山光輝、単巻）
- 『BYC-裏庭街』（ケータイ★まんが王国にて連載、原作：猪原賽、単巻）
- 『彷徨の雲 -北斗の拳 ジュウザ外伝-』（新潮社、週刊コミックバンチにて連載、原案：武論尊・原哲夫、全2巻）
- 『MOGU☆MIMI』（飛鳥新社、季刊エスにて連載中、D[diː]との合作、未単行本化）
- その他参加作品
  - 『Project PAPO Resonance』（講談社）
  - 『アーリーバーズ』（幻冬舎）
  - 『ケイゾク/短篇集（アンソロジー）』（角川書店）
  - 『零 －刺青ノ聲－ コミックアンソロジー』（光文社）

### イラスト
- 菅野彰『海馬が耳から駆けてゆく』（新書館） - 本文イラスト
- 矢彦沢典子『妖姫-贄の刻印』（エニックス） - 表紙イラスト、挿絵
- 富樫倫太郎『MUSASHI!』シリーズ（光文社） - 表紙イラスト、挿絵
- 朱鷺田祐介『上海退魔行-新撰組異聞』（エンターブレイン） - 表紙イラスト、挿絵
- 『Fate/Zero Tribute Arts -死にゆく者への祈り-』（虎の穴） - イラスト数点

### 画集
- 『白珖』（アスキー・メディアワークス刊）